# Гома Генаро Авад
Гома Генаро Авад (енгл. Goma Genaro Awad), рођен 28. фебруара 1988. године је јужносудански фудбалер. Наступа од 2010. године за судански клуб Ел Хилал, а од 2012. је члан репрезентације Јужног Судана. Игра на позицији голмана.